# Уданин (гмина)
Уданин (пол. Udanin) — сельская гмина (волость) в Польше, входит как административная единица в Сьродский повет (Нижнесилезское воеводство), Нижнесилезское воеводство. Население — 5665 человек (на 2004 год).

## Демография
| Перепись                       | Всего   | Всего | Женщины | Женщины | Мужчины | Мужчины |
| ------------------------------ | ------- | ----- | ------- | ------- | ------- | ------- |
| Единицы                        | человек | %     | человек | %       | человек | %       |
| Население                      | 5665    | 100   | 2843    | 50,2    | 2822    | 49,8    |
| Плотность населения (чел./км²) | 51,2    | 51,2  | 25,7    | 25,7    | 25,5    | 25,5    |

## Сельские округа
1. Дамяново
2. Дрогомиловице
3. Дзивигуж
4. Госцислав
5. Ярослав
6. Яростув
7. Карнице
8. Конары
9. Лясек
10. Люсина
11. Лагевники-Сьредзке
12. Пихоровице
13. Пекары
14. Пеляшковице
15. Ружана
16. Сокольники
17. Уданин
18. Уязд-Дольны
19. Уязд-Гурны

## Поселения
1. Дембки
2. Дембница
3. Яньчув
4. Ксенжыце

## Соседние гмины
1. Гмина Костомлоты
2. Гмина Мсцивоюв
3. Гмина Стшегом
4. Гмина Сьрода-Слёнска
5. Гмина Вондроже-Вельке
6. Гмина Жарув